# Вейн Прайс
Вейн Прайс (англ. Wayne Price, нар. Південна Африка) — колишній південноафриканський стронгмен. Найвище досягнення - звання Найсильнішої людини Південної Африки у 1991 році та восьме місце у змаганні за звання Найсильнішої людини світу 1995. Близький друг Ґері Тейлора, з яким він часто тренувався.
У 2001 році був як суддя на одному зі змагань серед стронгменів.